# 國際商務
国际商務是指跨越国界以及在全球范围内進行的货物、服务、技术、资本以及知识的贸易。它涉及两个或多个国家之间的商品和服务的跨境交易。
国际商务涉及两个或两个以上国家之间货物和服务的跨境交易。经济资源的交易包括资本、技能和人员，目的是在国际上生产实物产品和服务，如金融、银行、保险和建筑。国际商业也被称为全球化。
为了在海外开展业务，跨国公司需要将不同的国家市场连接成一个全球市场。有两个宏观因素凸显了全球化的发展趋势。第一个因素是消除壁垒，使跨境贸易更加容易（如商品、服务和资本的自由流动，称为 "自由贸易"）。其次是技术变革，特别是通信、信息处理和运输技术的发展。